# Кхади

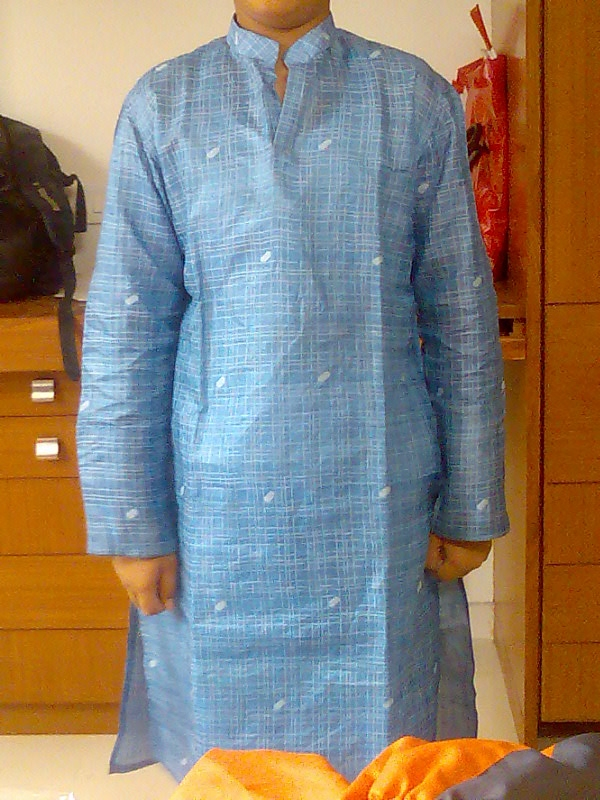
Голубая курта-кхади.

Кхади — домотканая одежда из натурального волокна, которую продвигали сторонники Махатмы Ганди и движения свадеши в ходе борьбы за независимость Индии от Британии. Кроме Индии, слово «кхади» употребляется в Пакистане и Бангладеш. Производство одежды и тканей в целях достижения экономической самодостаточности было начато в 1917—1918 году в Сабармати ашраме; ткань, изготавливаемая на той мануфактуре, получалась довольно грубой, потом Ганди назвал её «кхади». Эта ткань обычно изготавливалась из хло́пка, но иногда использовались шёлк и шерсть; нити делались на индийской ручной прялке, называемой «чаркха». Одежда из такой ткани получалась довольно универсальной, в ней было тепло зимой и прохладно летом. Иногда эту ткань крахмалили, чтобы придать ей большую жёсткость и лучший внешний вид. Кхади были довольно популярной одеждой. Из такого же домотканого текстиля изготовлялись дхоти, курты домотканые сари, в том числе в Путтапаке, котпадские ткани ручной работы, чамба румал; так же прялся и ткался туссарский шёлк. Гаджам Анджиях, награждённый «Падма Шри» индийский конструктор ручных ткацких станков, известен также как создатель технологии стойкого крашения тканей tie-dye; известна также технология окрашивания Telia Rumal, основанная на процессе «икат».
После Первой войны Индии за независимость, начавшейся в 1857 году, традиционное текстильное производство в Индии сократилось до исторического минимума, но потом стало вновь расти, что даже было названо «тихой экономической революцией».
Гражданская война в США (1861—1865) привела к кризису на рынке хлопка-сырца в британском Манчестере. Индийский хлопок был очень выгодным для британских текстильных промышленников, потому что они могли закупать его большими партиями достаточно дёшево, и намного дороже продавать изготовленную из него промышленным способом одежду в ту же Индию и многие другие страны, где не встречали серьёзной конкуренции. Ручные ткачи состязаться с фабрикантами не могли, и этот промысел в Индии стал вымирать. Крупных ткацких и швейных фабрик с новейшим для того времени оборудованием в Британской Индии поначалу вообще не было; к 1870-м годам их было 47, но и тогда большую часть одежды индийцы покупали у британских производителей. Индийцы пытались сохранить свои промыслы, бойкотируя британские товары; общественное движение «свадеши» оставалось популярным и в эдвардианскую эпоху. В первые два десятилетия XX века это движение было поддержано индийскими националистами и заводчиками.